# スミス–ヴォルテラ–カントール集合

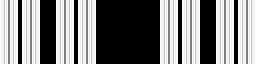
黒い区間が取り除かれた後、白い箇所には測度 1/2 の疎集合が残っている。

数学において、スミス–ヴォルテラ–カントール集合 (SVC)、太ったカントール集合、ε-カントール集合は、実数直線の部分集合であって、疎集合（特に、区間を含まない）でありながら正の測度を持つものの一例である。スミス–ヴォルテラ–カントール集合の名はヘンリー・スミス、ヴィト・ヴォルテラ、ゲオルク・カントールにちなむ。1875年の論文において、スミスは実数直線上の正測度を持つ疎集合について議論している、そしてヴォルテラは1881年に似た例を紹介している。 続いて、1883年に今日知られているカントール集合が紹介されている。スミス–ヴォルテラ–カントール集合は middle-thirds Cantor set と呼ばれる"真ん中を1/3ずつ取り除いて構成する"通常のカントール集合と同相である。

## 構成
通常のカントール集合とよく似た構成であり、スミス–ヴォルテラ–カントール集合も単位区間 {\displaystyle [0,1]} からある区間を順次取り除いて構成する。
まず最初に {\displaystyle [0,1]} から真ん中 1/4 を取り除く（つまり、1/2 の地点から両側にそれぞれ 1/8 を取り除く）。よってこの時点で残った集合は 
{\displaystyle \left[0,{\tfrac {3}{8}}\right]\cup \left[{\tfrac {5}{8}},1\right]} 
である。
続くステップでは残っている {\displaystyle 2^{n-1}} 個の区間それぞれの中心 {\displaystyle 1/4^{n}} の区間を除去していく。そこで、二番目のステップで除去されるのは {\displaystyle (5/32,7/32)} と {\displaystyle (25/32,27/32)} で、残るのは 
{\displaystyle \left[0,{\tfrac {5}{32}}\right]\cup \left[{\tfrac {7}{32}},{\tfrac {3}{8}}\right]\cup \left[{\tfrac {5}{8}},{\tfrac {25}{32}}\right]\cup \left[{\tfrac {27}{32}},1\right]}
である。
この除去の作業を無限に繰り返して、取り除かれなかった点の集合がスミス–ヴォルテラ–カントール集合である。以下の図は最初のステップを5回繰り返した状況を表している。
スミス–ヴォルテラ–カントール集合の構成の各ステップでは残りの区間に比例して除去される部分の割合も小さくなっている。このことはカントール集合の構成と対照的であり、カントール集合では除去される部分の割合は不変である。このことにより、前者は正の測度をもち、後者は測度 0 をもつ。

## 性質
その構成法により、スミス–ヴォルテラ–カントール集合はいかなる区間をも含まず、よって内部が空である。また、閉集合列の交叉として得られるので、閉集合である。構成法により {\displaystyle [0,1]} から除かれる区間の長さの和は
{\displaystyle \sum _{n=0}^{\infty }{\tfrac {2^{n}}{2^{2n+2}}}={\tfrac {1}{4}}+{\tfrac {1}{8}}+{\tfrac {1}{16}}+\cdots ={\tfrac {1}{2}}\,} 
である。すなわち、残っている集合の測度は 1/2 である。このことにより、スミス–ヴォルテラ–カントール集合は境界が正のルベーグ測度を持っている閉集合の一例になっていることが分かる。

## 他の太ったカントール集合
一般に、アルゴリズムの {\displaystyle n}th ステップで各部分区間から {\displaystyle r_{n}} を除去していくと、最終的にはカントール集合のような形になる。結果として得られる集合が正の測度を持つのは除かれる区間の測度の和が最初の区間の測度に満たないときであるとき、かつそのときに限る。例えば、{\displaystyle 0\leq a\leq {\dfrac {1}{3}}} として、{\displaystyle [0,1]} から各 {\displaystyle n}th のステップで各区間から {\displaystyle r_{n}=a^{n}} の長さの中間区間を除いていくものとする。
このとき、最終的にできる集合のルベーグ測度は
{\displaystyle {\begin{aligned}1-\sum _{n=0}^{\infty }2^{n}a^{n+1}&=1-a\sum _{n=0}^{\infty }(2a)^{n}\\&=1-a{\dfrac {1}{1-2a}}\\&={\dfrac {1-3a}{1-2a}}\end{aligned}}}
となる。これは {\displaystyle a} を {\displaystyle 1/3} から {\displaystyle 0} に動かすに従って、{\displaystyle 0} から {\displaystyle 1} へと変化する。({\displaystyle a>1/3} はこの構成では不可能である。)
スミス–ヴォルテラ–カントール集合のデカルト積は高次元における完全不連結な集合で測度が 0 でないものを見つけるのに使える。ダンジョア–リースの定理を二次元のこのタイプの集合に適用すると、オズグッド曲線という、曲線上の点集合が正測度の面積をもつジョルダン曲線が得られる。